# SNCAC
SNCAC (Société Nationale de Constructions Aéronautiques du Centre：中央航空機製造公社) は、かつてフランスに存在した航空機メーカーである。"アエロセントレ" (Aérocentre)の略称でも知られる。
第二次世界大戦の直前、1936年にフランス政府が民間の航空機製造会社を国営化し、統合して6つの地域公社に再編した際に設立された国営企業で、SNCACはファルマンとアンリオを統合したものである。
第二次世界大戦後の1949年にSNCAN（Société Nationale de Constructions Aéronautiques du Nord：北部航空機製造公社）に統合され、資産の一部はSNCASO・SNECMAにも移管された。

## 機種
- NC.470（英語版） - 1937年に初飛行。ファルマン F.470 として開発されていた水上練習機。35機製造。
- NC.600（英語版） - 1937年に初飛行。アンリオ H.220 として開発されていた長距離戦闘機。2機のみ製造。
- NC.510（英語版） - 1938年に初飛行。アンリオ 510 としても知られる双発の多用途機。1機のみ製造。
- NC.530（英語版） - 1939年に初飛行。NC.510の改修モデル、2機のみ製造。
- NC.4-10（英語版） - 1939年に初飛行。ファルマン F.410 として開発されていた水上爆撃/雷撃機。1機のみ製造。
- NC.130（英語版） - 1939年に初飛行。高高度研究機、1機のみ製造。
- NC.150（英語版） - 1939年に初飛行。高高度爆撃機、1機のみ製造。
- NC.420 - 1942年に初飛行。偵察用双発飛行艇、1機のみ製造。
- NC.701/702 マルティネ - 大戦後、ジーベル Si 204を改修した輸送機。350機製造。
- NC.900 - 大戦後、フォッケウルフ Fw190を改修した戦闘機。64機製造。
- NC.3021 ベルフェゴール - 1946年に初飛行。高高度爆撃機、1機のみ製造。
- NC.832/840/841 シャルドヌレ（英語版） - 1946年に初飛行。3-4人乗りの民間向け軽飛行機。3機のみ製造。
- NC.850シリーズ（英語版） - 1947年に初飛行。2-4人乗りの民間向け軽飛行機。SNCANに統合された後も生産が続けられた。
- NC.1070（英語版） - 1947年に初飛行。3胴式の双発爆撃機。1機のみ製造。
- NC.1071（英語版） - 1948年に初飛行。3胴式の双発ジェット爆撃機。1機のみ製造。
- NC.211 コルモラン - 1948年に初飛行。4発大型旅客/貨物機。4機のみ製造。
- NC.1080 - 1949年に初飛行。艦上ジェット戦闘機。1機のみ製造。
- NC.2001 アベイユ（英語版） - 1949年に初飛行。交差反転式ローターを持つヘリコプター。3機のみ製造。